# 福卡尔基耶
福卡尔基耶（法語：Forcalquier，法語發音：[fɔʁkalkje]），法国东南部城市，普罗旺斯-阿尔卑斯-蓝色海岸大区上普罗旺斯阿尔卑斯省的一个市镇，同时也是该省的一个副省会，下辖福卡尔基耶区，其市镇面积为42.76平方公里，2022年1月1日时人口数量为5,142人，是该省人口第五多的市镇，在法国城市中排名第2,147位。
福卡尔基耶位于上普罗旺斯阿尔卑斯省西部，沃克吕兹山脉东侧，是一个区域性的中心城市，历史上曾为同名伯国的首府，其附近区域被称为福卡尔基耶地区。

## 地名来源
福卡尔基耶的地名来源尚存在争议。根据法国地名学家埃内斯特·内格尔的论述，“Forcalquier”最初于公元11世纪以“in castro Furnocalcario”的形式被记载，后者意为“石灰炉”；而根据当地地方史学家让-伊夫·鲁瓦耶的论证，“Forcalquier”最初的拼写形式为“Font Calquier”，意为“岩石喷泉”。
福卡尔基耶所处区域历史上曾通行奥克语普罗旺斯方言，其对应的奥克语（米斯特拉尔标准）拼写形式为“Fourcauquié”，读音为[fuʀkɔwˈkje]。

## 历史

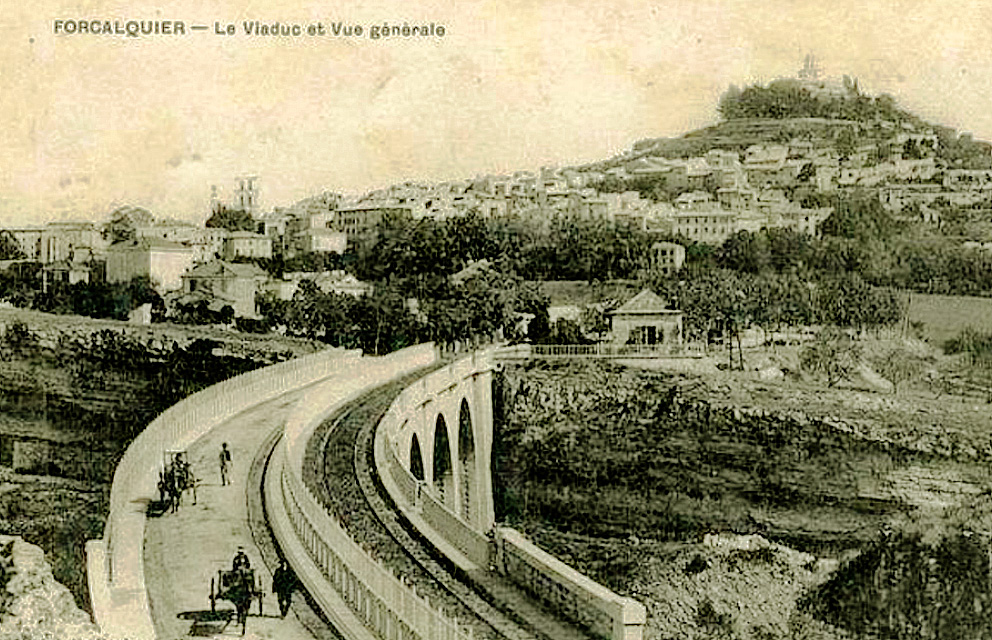
20世纪初的福卡尔基耶

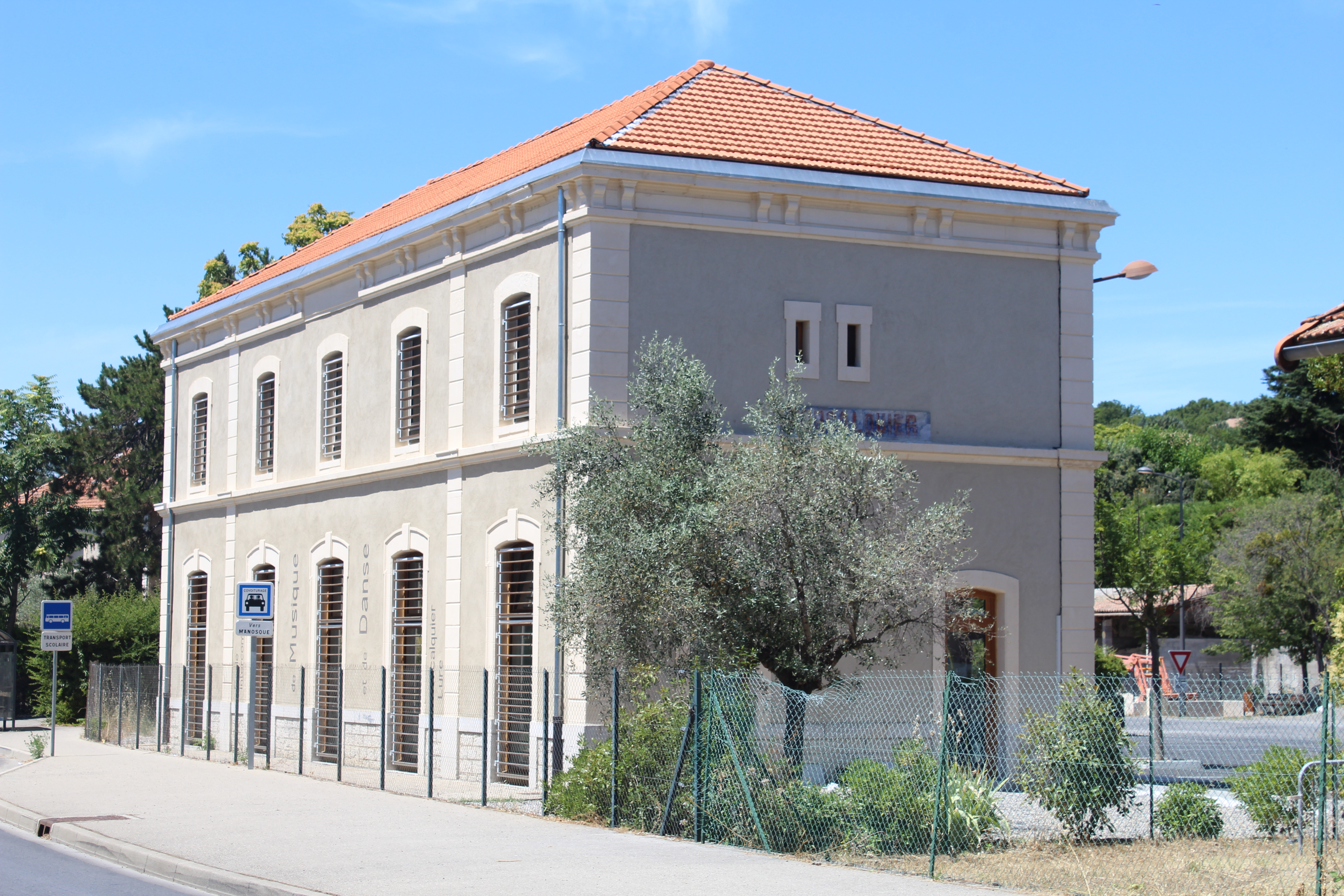
福卡尔基耶火车站旧址

福卡尔基耶的早期历史尚不清楚，古典时期，其所在区域为索吉翁蒂人的活动范围。罗马人入侵后，其修建的多米提亚道从福卡尔基耶附近穿过。福卡尔基耶的聚落形成于公元6世纪至8世纪之间。在公元9世纪时，当地领主在福卡尔基耶境内修建了一处城堡。1018年，随着普罗旺斯伯爵纪尧姆二世逝世，原普罗旺斯地区出现分裂，福卡尔基耶所处的迪朗斯河流域右岸地区被纪尧姆二世的次子富尔克·贝特朗继承，他以福尔卡基耶为行政中心建立了福卡尔基耶伯国。1090年，福卡尔基耶女伯爵阿德莱德与乌赫尔的埃蒙戈尔联姻，使得伯国成为神圣罗马帝国的一处封地。1030年，福卡尔基耶获得帝国市镇宪章。1209年，福卡尔基耶女伯爵加尔桑德·德萨布朗与普罗旺斯的阿方斯二世联姻，使得福卡尔基耶伯国的大部分区域再次并入普罗旺斯伯国。加尔桑德一生共孕育了四个女儿，福卡尔基耶也因此被称为“四女王之城”（Cité des quatre reines）。公元14世纪时，福卡尔基耶地区遭遇黑死病疫情，当地人口数量锐减。1481年，普罗旺斯并入法兰西，福卡尔基耶居民曾出现反抗，法兰西国王路易十一率兵占领福卡尔基耶并轰炸了其附近的一处山峰，后者也因此被称为“La Bombardière”。法国大革命后，福卡尔基耶成为下阿尔卑斯省（1970年更名为“上普罗旺斯阿尔卑斯省”）的一个市镇，并在1790至1795年间成为该省的一个地区行署，后改制为副省会。1851年法国政变期间，福卡尔基耶曾发生大规模抗议游行。第二次世界大战期间，福卡尔基耶境内出现了多个抵抗运动组织，战后当地获得了法国政府授予的“战争十字勋章”。

## 地理

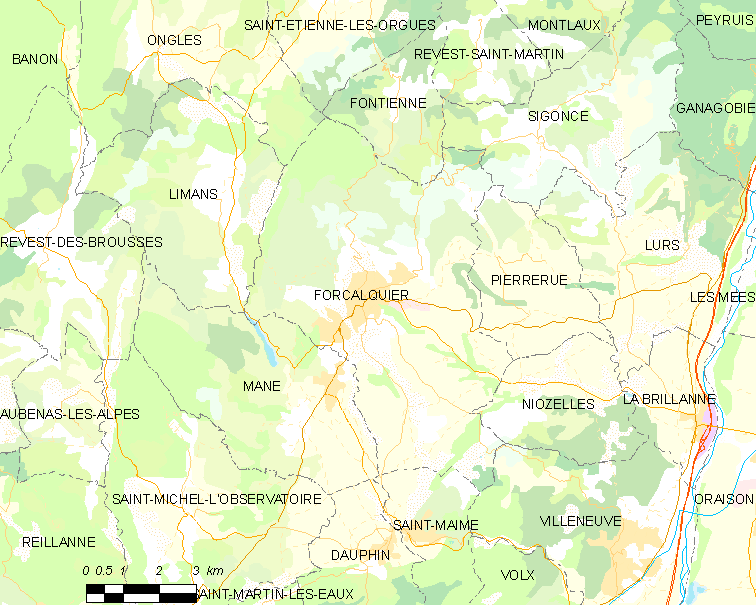
福卡尔基耶市镇范围地图

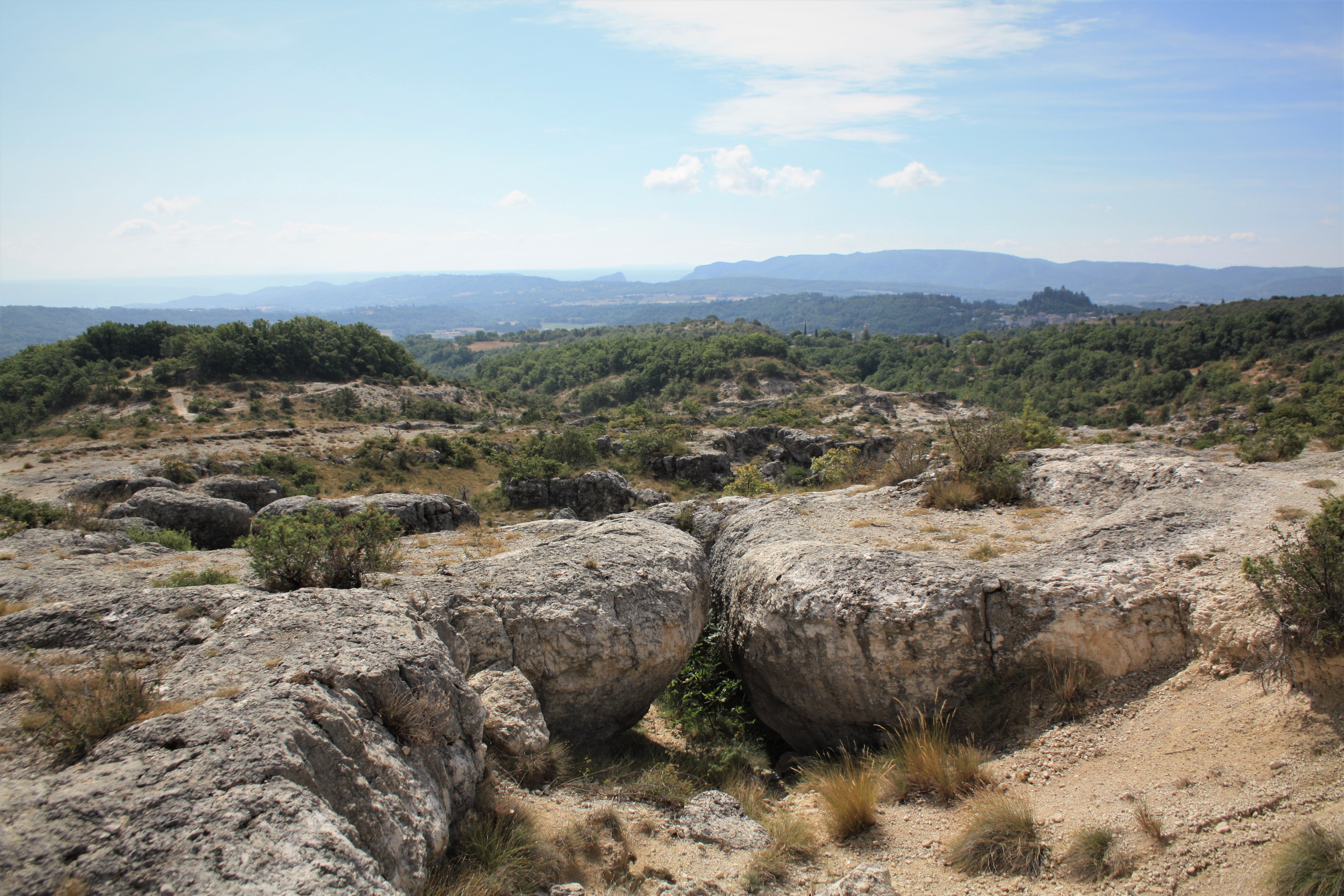
福卡尔基耶附近的自然景观

福卡尔基耶位于法国东南部，普罗旺斯-阿尔卑斯-蓝色海岸大区中部和上普罗旺斯阿尔卑斯省西部，距离省会迪涅莱班大约50公里。与福卡尔基耶接壤的市镇包括：丰蒂耶讷、利芒、马讷、尼奥泽勒、皮埃尔吕、圣迈姆、锡贡斯、维勒讷沃、翁格勒。

### 地形
福卡尔基耶位于阿尔卑斯山西南部，吕尔山腹地，后者为沃克吕兹山脉的一部分。福卡尔基耶境内以丘陵和山地为主，市镇中心位于一处山麓地带，总体地势自东南向西北倾斜，部分街区起伏明显，全境海拔在397到904米之间。

### 水文
福卡尔基耶位于罗讷河流域范围内，莱河自北向南流经市镇范围西界，伯沃龙溪和维尤溪（ruisseau de Viou）则穿过市中心。

### 植被
福卡尔基耶属于温带阔叶混交林区，部分低海拔地区有硬叶林分布。市区内的主要绿地公园包括科德利埃会公园（Parc du Couvent des Cordeliers）、副省府公园（Parc de Sous-Préfecture）等，均常年免费向公众开放。
在鲜花城市的评比中，福卡尔基耶暂未被评级。

### 气候
福卡尔基耶在柯本气候分类法中属于带有地中海气候特征的山地气候。
福卡尔基耶境内设有常年气象站，以下为该气象站的数据（其中日照数据取自阿尔努堡-圣欧邦）：
| 福卡尔基耶 1981年－2010年 | 福卡尔基耶 1981年－2010年 | 福卡尔基耶 1981年－2010年 | 福卡尔基耶 1981年－2010年 | 福卡尔基耶 1981年－2010年 | 福卡尔基耶 1981年－2010年 | 福卡尔基耶 1981年－2010年 | 福卡尔基耶 1981年－2010年 | 福卡尔基耶 1981年－2010年 | 福卡尔基耶 1981年－2010年 | 福卡尔基耶 1981年－2010年 | 福卡尔基耶 1981年－2010年 | 福卡尔基耶 1981年－2010年 | 福卡尔基耶 1981年－2010年 |
| 月份                      | 1月                       | 2月                       | 3月                       | 4月                       | 5月                       | 6月                       | 7月                       | 8月                       | 9月                       | 10月                      | 11月                      | 12月                      | 全年                      |
| ------------------------- | ------------------------- | ------------------------- | ------------------------- | ------------------------- | ------------------------- | ------------------------- | ------------------------- | ------------------------- | ------------------------- | ------------------------- | ------------------------- | ------------------------- | ------------------------- |
| 历史最高温 °C（°F）       | 19 (66)                   | 22.2 (72.0)               | 26 (79)                   | 27.4 (81.3)               | 34.2 (93.6)               | 36.4 (97.5)               | 39.6 (103.3)              | 37.6 (99.7)               | 33.4 (92.1)               | 31 (88)                   | 23 (73)                   | 21.2 (70.2)               | 39.6 (103.3)              |
| 平均高温 °C（°F）         | 9.9 (49.8)                | 11.3 (52.3)               | 15 (59)                   | 17.2 (63.0)               | 21.8 (71.2)               | 25.9 (78.6)               | 30.5 (86.9)               | 30 (86)                   | 24.8 (76.6)               | 19.3 (66.7)               | 13.4 (56.1)               | 10.1 (50.2)               | 19.1 (66.4)               |
| 日均气温 °C（°F）         | 4.2 (39.6)                | 5.1 (41.2)                | 8.3 (46.9)                | 10.5 (50.9)               | 14.9 (58.8)               | 18.5 (65.3)               | 22.4 (72.3)               | 21.9 (71.4)               | 17.5 (63.5)               | 13.2 (55.8)               | 7.7 (45.9)                | 4.7 (40.5)                | 12.4 (54.3)               |
| 平均低温 °C（°F）         | −1.5 (29.3)               | −1.1 (30.0)               | 1.6 (34.9)                | 3.8 (38.8)                | 7.9 (46.2)                | 11.2 (52.2)               | 14.2 (57.6)               | 13.9 (57.0)               | 10.3 (50.5)               | 7.1 (44.8)                | 2 (36)                    | −0.6 (30.9)               | 5.7 (42.3)                |
| 历史最低温 °C（°F）       | −16 (3)                   | −13.4 (7.9)               | −11.4 (11.5)              | −4.4 (24.1)               | −1.4 (29.5)               | 2.8 (37.0)                | 7 (45)                    | 5.2 (41.4)                | 0.6 (33.1)                | −3.6 (25.5)               | −8.6 (16.5)               | −12.8 (9.0)               | −16 (3)                   |
| 平均降水量 mm（）         | 65.8 (2.59)               | 46 (1.8)                  | 47.5 (1.87)               | 79.7 (3.14)               | 70.3 (2.77)               | 53.8 (2.12)               | 30.6 (1.20)               | 50.1 (1.97)               | 89.4 (3.52)               | 100.8 (3.97)              | 89.1 (3.51)               | 79.8 (3.14)               | 802.9 (31.61)             |
| 月均日照時數              | 170                       | 186.7                     | 231.6                     | 225.2                     | 260.5                     | 302.4                     | 343.4                     | 310.2                     | 247                       | 191.2                     | 159.2                     | 148.1                     | 2,775.5                   |
| 来源：infoclimat.fr       |                           |                           |                           |                           |                           |                           |                           |                           |                           |                           |                           |                           |                           |

## 行政区划
福卡尔基耶的市镇编号为04088，邮政编号为04300。
在行政管理方面，福卡尔基耶隶属于法国普罗旺斯-阿尔卑斯-蓝色海岸大区上普罗旺斯阿尔卑斯省，同时也是该省的一个副省会，下辖福卡尔基耶区；在地方选举方面，福卡尔基耶是福卡尔基耶县的中央投票站所在地，其市镇范围全境被划入上普罗旺斯阿尔卑斯省第二选区；在社会管理方面，福卡尔基耶是福卡尔基耶地区-吕尔山市镇公共社区的办公驻地。
法国国家统计与经济研究所（简称）在进行数据统计时，将福卡尔基耶及相邻的马讷共两个市镇设为福卡尔基耶城市核心区（Unité urbaine de Forcalquier），并将包括核心区在内的周边共3个市镇划为福卡尔基耶城市区（Aire urbaine de Forcalquier）。自2020年起，福卡尔基耶城市区被相同范围的福卡尔基耶城市辐射区代替。此外，还将福卡尔基耶市镇整体看作一个“块区”（IRIS），以便于统计人口分布情况。

## 交通

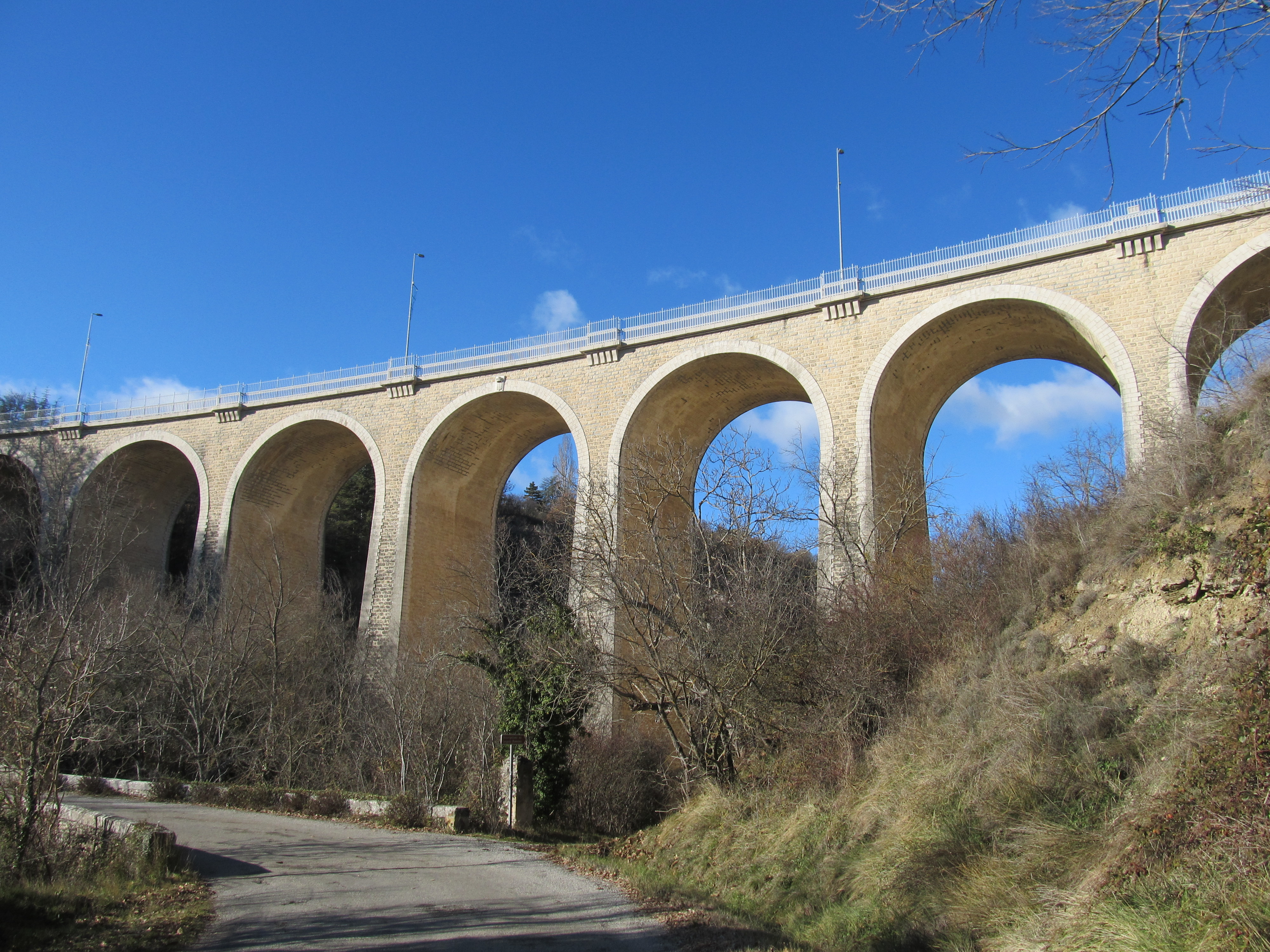
拉丁高架桥

### 公路
上普罗旺斯阿尔卑斯省省道D12线、D16线、D216线、D950线和D4100线在福卡尔基耶境内交汇。普罗旺斯-阿尔卑斯-蓝色海岸大区下属的城际客运提供巴士线路，可前往迪涅莱班、马赛、阿维尼翁、马诺斯克等地。
| 19 | 12 |

| 24 | 84 |

| 迪涅莱班 | 49 |

| 马诺斯克 | 23 |

| 锡斯特龙 | 43 |

| 瓦朗索勒 | 31 |

| 卡瓦永 | 74 |

| 阿普特 | 42 |

2019年，64.9%的福卡尔基耶家庭拥有至少一辆私人汽车。2019年，福卡尔基耶境内共发生各类交通事故4起，造成4人受伤，其中1人重伤。

### 铁路
福卡尔基耶位于福卡尔基耶－沃尔克斯铁路上，该铁路已于1970年彻底关闭。距离福卡尔基耶最近的运营中的客运铁路车站为12公里外的布里亚讷-奥赖松站，该站停靠往返于马赛和布里扬松一线的区域列车。

### 航空
距离福卡尔基耶最近的民用航空站为马赛普罗旺斯机场，距离福卡尔基耶市中心的公路里程约104公里。

### 城市公共交通
截至2022年11月，福卡尔基耶暂无城市公共交通系统。

## 政治

### 市政内阁

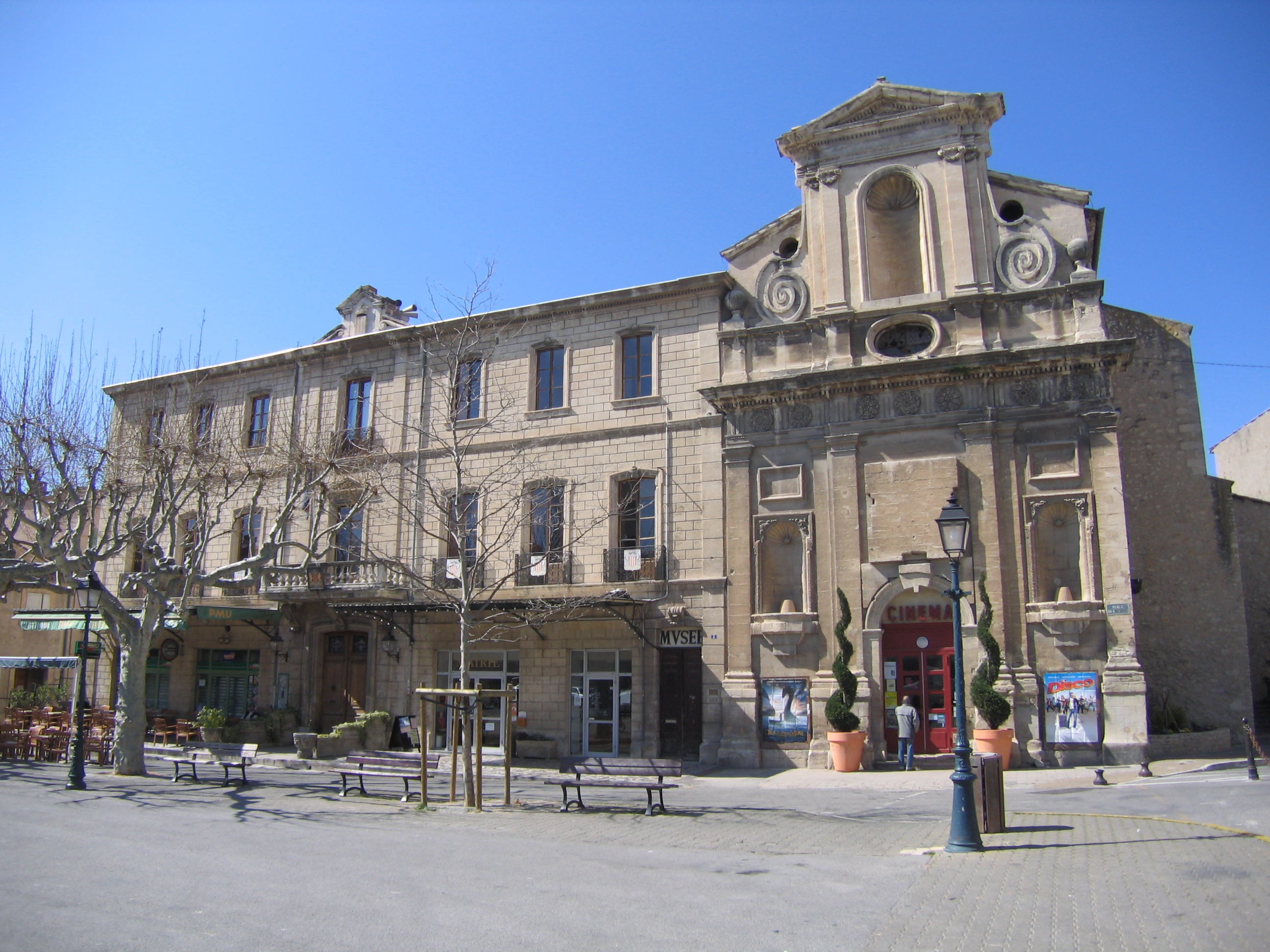
福卡尔基耶市政厅

福卡尔基耶的现任市长为达维德·热昂先生（David GEHANT），他是一名右翼无党派人士，在2020年的市政选举中获得了53.18%的支持率。
| 福卡尔基耶历届市长 | 福卡尔基耶历届市长                      | 福卡尔基耶历届市长             |
| 任期               | 市长                                    | 党派                           |
| ------------------ | --------------------------------------- | ------------------------------ |
| 1944年－1947年     | Paul JAUBERT 保罗·若贝尔                | SFIO工人国际法国支部           |
| 1947年－1965年     | Léon ESPARIAT 莱昂·埃斯帕里亚           | SFIO工人国际法国支部           |
| 1965年－1983年     | Claude DELORME 克洛德·德洛姆            | SFIO工人国际法国支部 →PS社会党 |
| 1983年－1989年     | Pierre DELMAR 皮埃尔·德尔马             | RPR保衛共和聯盟                |
| 1989年－1995年     | Raymond FRANJOU 雷蒙·弗朗茹             | PS社会党                       |
| 1995年－2001年     | Pierre DELMAR 皮埃尔·德尔马             | RPR保衛共和聯盟                |
| 2001年－2017年     | Christophe CASTANER 克里斯托夫·卡斯塔内 | PS社会党 →LREM复兴             |
| 2017年－2020年     | Gérard AVRIL 热拉尔·阿夫里尔            | PS社会党 →LREM复兴             |
| 2020年－           | David GEHANT 达维德·热昂                | LR共和黨 →DVD右翼无党派人士    |

### 各级选举
| 福卡尔基耶历届投票选举结果 | 福卡尔基耶历届投票选举结果     | 福卡尔基耶历届投票选举结果 | 福卡尔基耶历届投票选举结果 | 福卡尔基耶历届投票选举结果    | 福卡尔基耶历届投票选举结果 | 福卡尔基耶历届投票选举结果 | 福卡尔基耶历届投票选举结果    | 福卡尔基耶历届投票选举结果 | 福卡尔基耶历届投票选举结果 |
| 选举项目                   | 选举范围                       | 选区单位                   | 选区单位内的选举结果       | 选区单位内的选举结果          | 选区单位内的选举结果       | 选区单位内的选举结果       | 选区单位内的选举结果          | 选区单位内的选举结果       | 参考资料                   |
| 选举项目                   | 选举范围                       | 选区单位                   | 第一轮胜出者               | 第一轮胜出者                  | 支持率                     | 第二轮胜出者               | 第二轮胜出者                  | 支持率                     | 参考资料                   |
| -------------------------- | ------------------------------ | -------------------------- | -------------------------- | ----------------------------- | -------------------------- | -------------------------- | ----------------------------- | -------------------------- | -------------------------- |
| 2017年法國總統選舉         | 法國                           | 市镇                       |                            | 让-吕克·梅朗雄                | 26.98%                     |                            | 埃马纽埃尔·马克龙             | 66.73%                     | [ 25 ]                     |
| 2017年法国立法选举         | 上普罗旺斯阿尔卑斯省第二选区   | 市镇                       |                            | 克里斯托夫·卡斯塔内           | 47.56%                     |                            | 克里斯托夫·卡斯塔内           | 60.59%                     | [ 25 ]                     |
| 2019年欧洲议会选举         | 法國                           | 市镇                       |                            | 纳塔莉·卢瓦索                 | 21.84%                     | （不适用）                 | （不适用）                    | （不适用）                 | [ 27 ]                     |
| 2021年法国省级选举         | 上普罗旺斯阿尔卑斯省           | 县                         |                            | 米歇尔·达尔马索 帕特里夏·保罗 | 40.9%                      |                            | 米歇尔·达尔马索 帕特里夏·保罗 | 52.33%                     | [ 28 ]                     |
| 2021年法国省级选举         | 上普罗旺斯阿尔卑斯省           | 市镇                       |                            | 米歇尔·达尔马索 帕特里夏·保罗 | 42.51%                     |                            | 米歇尔·达尔马索 帕特里夏·保罗 | 50.38%                     | [ 28 ]                     |
| 2021年法国大区选举         | 普罗旺斯-阿尔卑斯-蔚蓝海岸大区 | 市镇                       |                            | 雷诺·米瑟利耶                 | 35.79%                     |                            | 雷诺·米瑟利耶                 | 76.27%                     | [ 29 ]                     |
| 2022年法国总统选举         | 法國                           | 市镇                       |                            | 让-吕克·梅朗雄                | 33.43%                     |                            | 埃马纽埃尔·马克龙             | 59.71%                     | [ 25 ]                     |
| 2022年法国立法选举         | 上普罗旺斯阿尔卑斯省第二选区   | 市镇                       |                            | 莱奥·瓦尔特                   | 39.26%                     |                            | 莱奥·瓦尔特                   | 56.58%                     | [ 25 ]                     |

## 人口
2019年，福卡尔基耶市镇人口数量为5,121，在法国排名第2,147位。其中男性2,393人，女性2,728人，75岁及以上人口占12.9%，外籍人口数量为275人，人口密度为120人/平方公里，当地居民被称为（男性）或（女性）。2020年，福卡尔基耶境内出生35人，死亡人口93人。
| 福卡尔基耶1901年－2019年人口变化情况 |
|                                      |
| 数据来源：Cassini、INSEE             |

## 经济

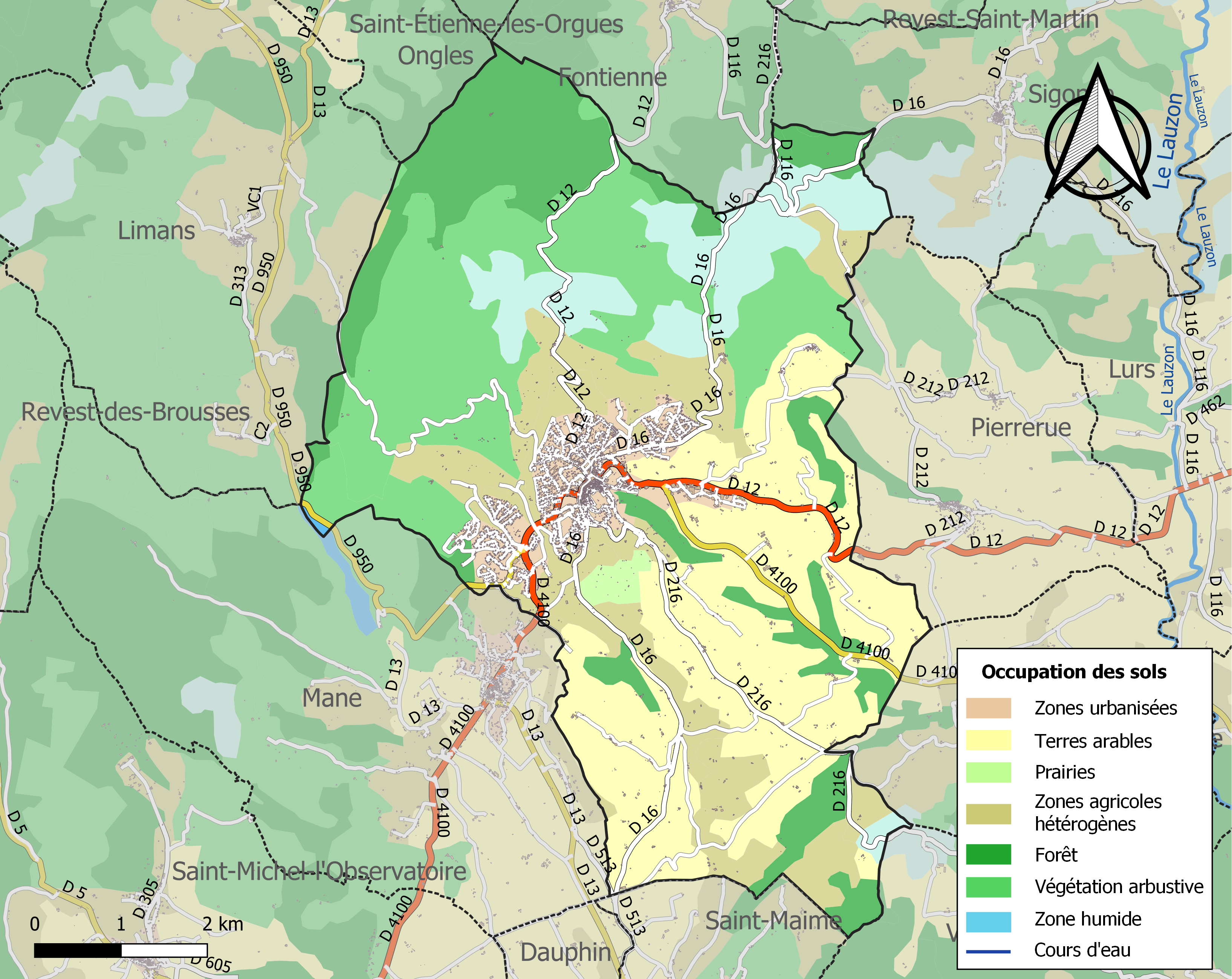
福卡尔基耶土地利用情况地图

福卡尔基耶是一个区域性的中心城市。截止2022年11月，福卡尔基耶市镇范围内共有各类用人单位（包含自雇）1,431家，平均历史为16年，其中99.63%为中小型企业（PME），2022年9月至11月间，当地的经济活力指数为0.28%。（零售）、（酿酒）及（易燃易爆品销售）是当地2021年营业额最高的三个企业，分别为17,768,322欧元、10,715,078欧元和5,878,275欧元。

## 财政与居民收入
2020年，福卡尔基耶的财政收入总额为7,230,460欧元，财政支出总额为6,384,470欧元，当年的债务总额为5,298,380欧元。2021年，福卡尔基耶市镇共获得968,822欧元的国家财政补助，比上一年增加了1.72%。
2020年，福卡尔基耶的人均月收入总额为2,036欧元，其中高级职员为3,552欧元，低于法国平均水平（4,230欧元）；中级职员为2,235欧元，低于法国平均水平（2,411欧元）；普通职员为1,672欧元，低于法国平均水平（1,740欧元）。
2019年，福卡尔基耶境内的青壮年（15至64岁）失业率为18.6%，当地42.4%的家庭拥有纳税资格，平均纳税2,725欧元，低于法国平均水平（3,910欧元）。

## 社会事务

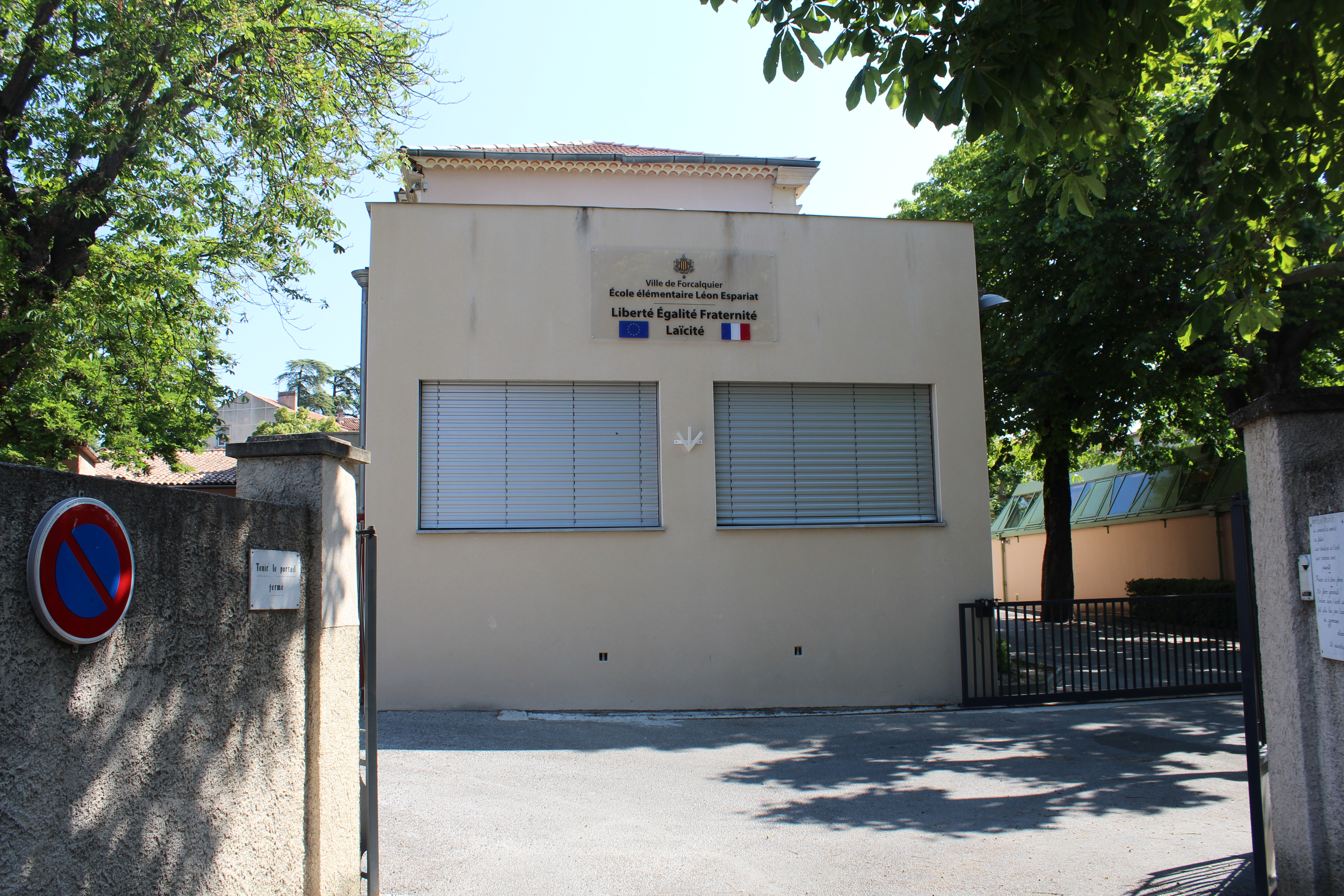
福卡尔基耶的一所学校

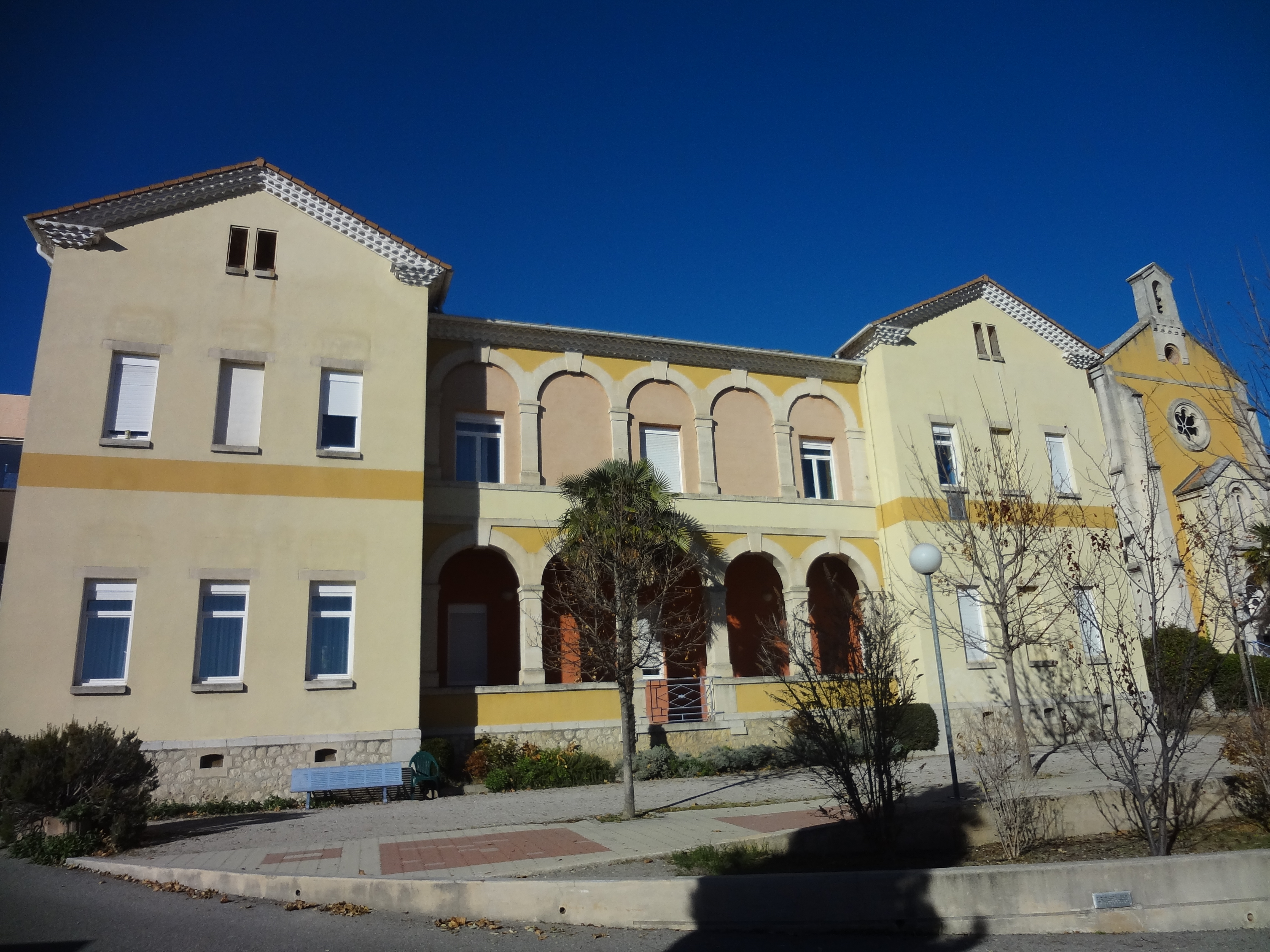
圣米歇尔医院

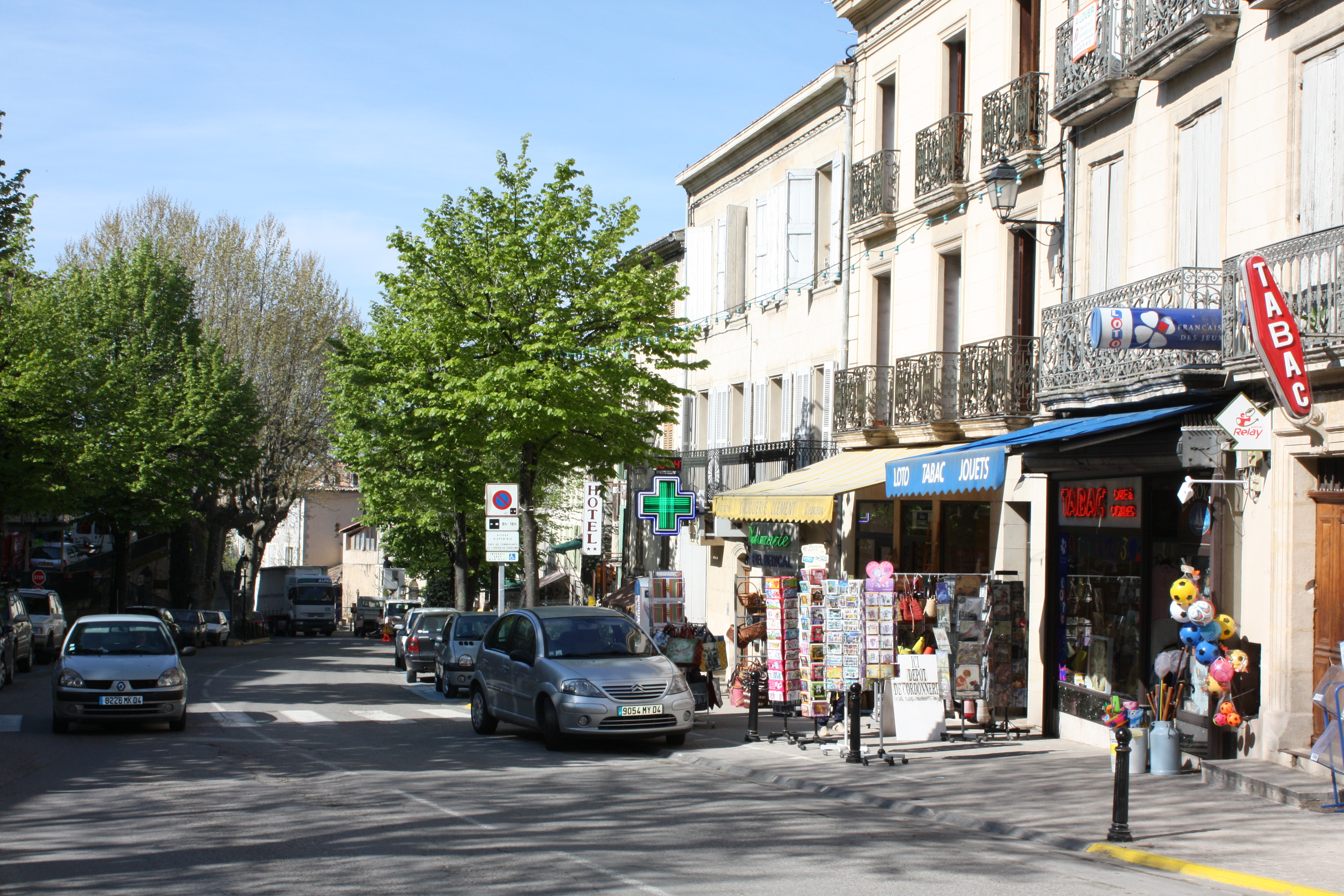
福卡尔基耶镇中心的商铺

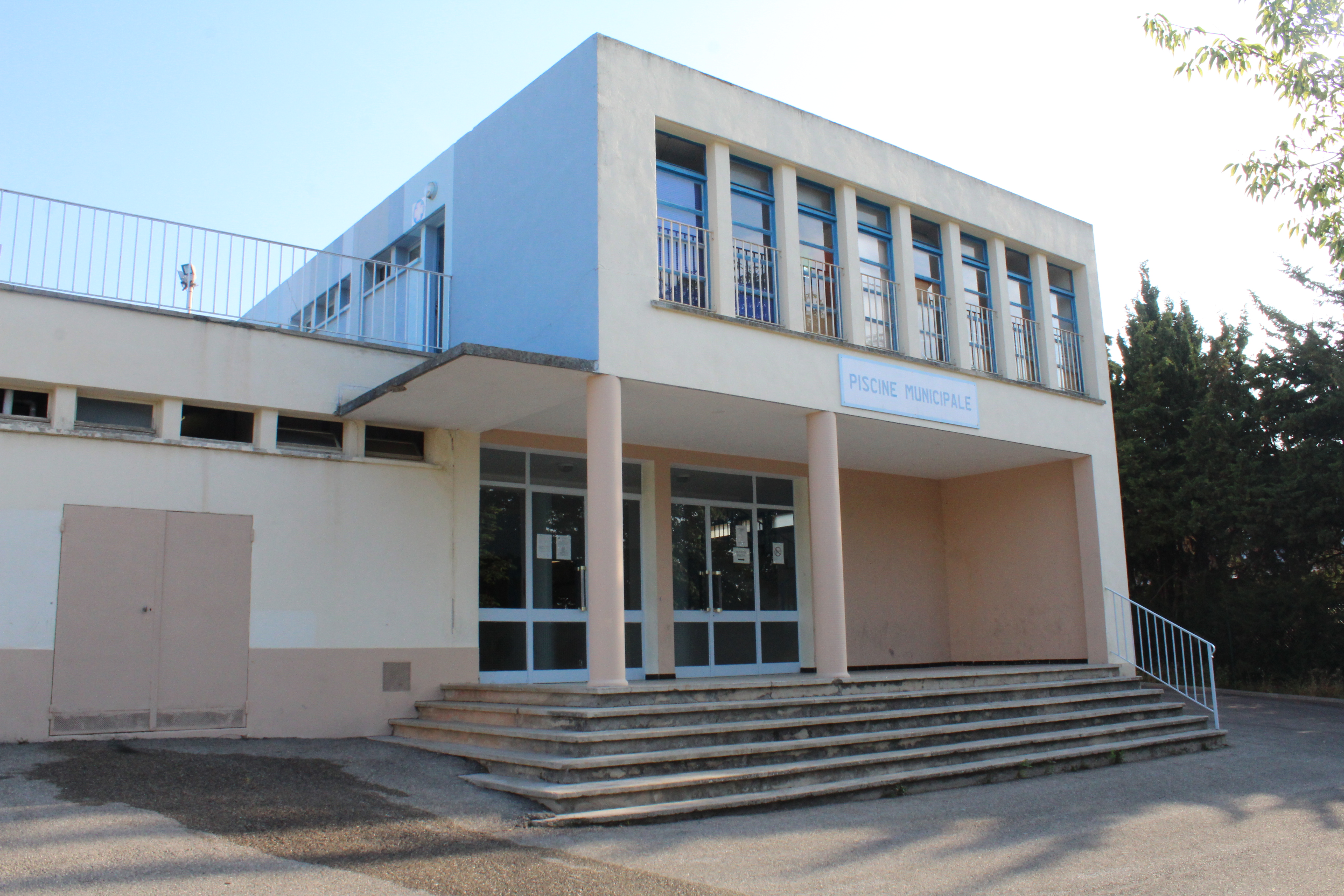
福卡尔基耶市政游泳池

### 教育
福卡尔基耶属于艾克斯-马赛学区。截止2021年1月1日，福卡尔基耶境内共有1所幼儿园、3所小学、2所初级中学。2018至2019学年度，福卡尔基耶境内共有在校中等教育阶段学生439名。

### 医疗
截止2021年1月1日，福卡尔基耶境内共有全科医生7名、保健师12名、牙医5名、护士20名、眼科医生1名、助产士1名和儿科医生1名。境内共有药房2家、残疾人帮扶中心4家。
福卡尔基耶是马诺斯克市际中心医院（Centre hospitalier Intercommunal de Manosque）的服务覆盖范围，后者是法国的一个区域性医疗机构，其下属的圣米歇尔医院（Hôpital Saint-Michel）位于福卡尔基耶市区，设有床位174个，是当地规模最大的公立综合性医院。

### 住房
2019年，福卡尔基耶境内共有各类住房3,132套，其中59.5%为独立式居民区，40.1%为集中式居民区。常住房屋占福卡尔基耶市镇范围内居民建筑总量的77.3%。
在住房保障政策方面，2021年，福卡尔基耶境内共有715户家庭获得了住房经济补助，受益人数占总人口数量的14.0%，其中703份为房租补助。

### 商业
2021年，福卡尔基耶境内共有各类实体商铺169家，其中餐厅37家、大型超市2家、杂货店2家、面包房7家、肉铺2家、书店3家、装饰品店2家、银行门店4家、美容美发店8家、汽车维修店12家。市中心建有一家家乐福便民超市，市区东部建有一家Intermarché大型超市，西部则建有Casino购物商场。

### 体育
2021年，福卡尔基耶境内共有1家游泳池、2间体育馆、1座综合体育场、4处网球场、3处马术场、2处足球或橄榄球场以及2处篮球或排球场。
截至2022年11月，福卡尔基耶体育联盟（AS Forcalquier，编号503115）是福卡尔基耶境内唯一的一家注册足球俱乐部，其主队2022至2023赛季参加上普罗旺斯阿尔卑斯省足球联赛甲组（法国第九级别），其主场为阿兰·屈尔尼埃球场（Stade Alain Curnier）。

### 环境
福卡尔基耶的环境事务由其所属的福卡尔基耶地区-吕尔山市镇公共社区联合各级政府协调负责。2021年，福卡尔基耶境内暂无污染企业。

### 治安
2021年，福卡尔基耶市镇范围内有1处宪兵队。
福卡尔基耶国家宪兵队（zone gendarmerie de Forcalquier）的管辖范围共包括51个市镇。2020年，该宪兵队累计记录各类案件1,791起，其中盗窃类案件909起，经济类案件274起，毒品交易类案件95起。

## 文化
2021年，福卡尔基耶境内共有1家电影院和1家博物馆。福卡尔基耶市政府提供市际多媒体中心，每周二至六向公众开放。

### 建筑
福卡尔基耶境内有多处历史建筑，其中布尔盖圣母大教堂、科德利埃教会宫等为法国国家文物保护单位。

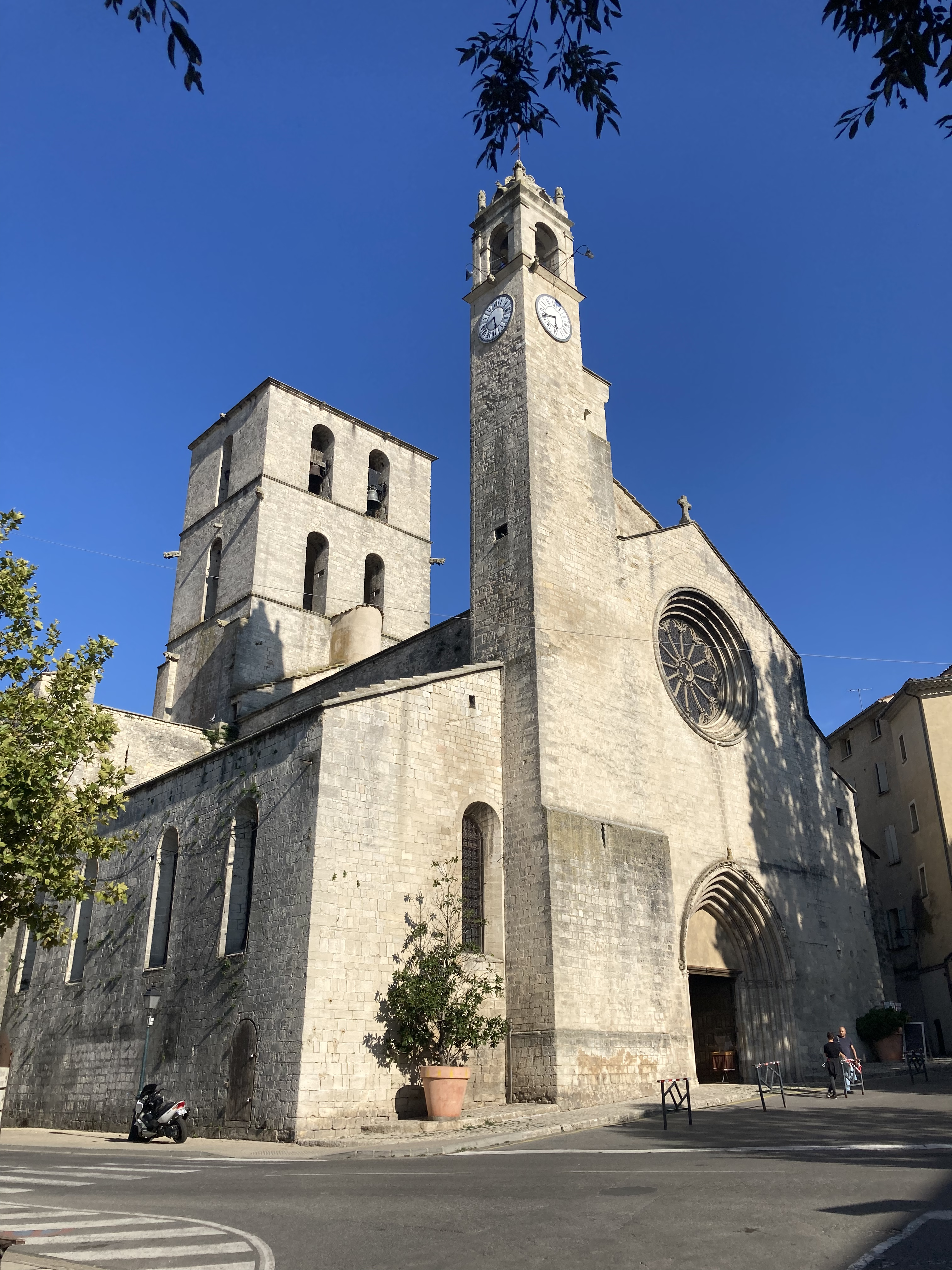
布尔盖圣母大教堂（法语：Concathédrale Notre-Dame-du-Bourguet de Forcalquier）
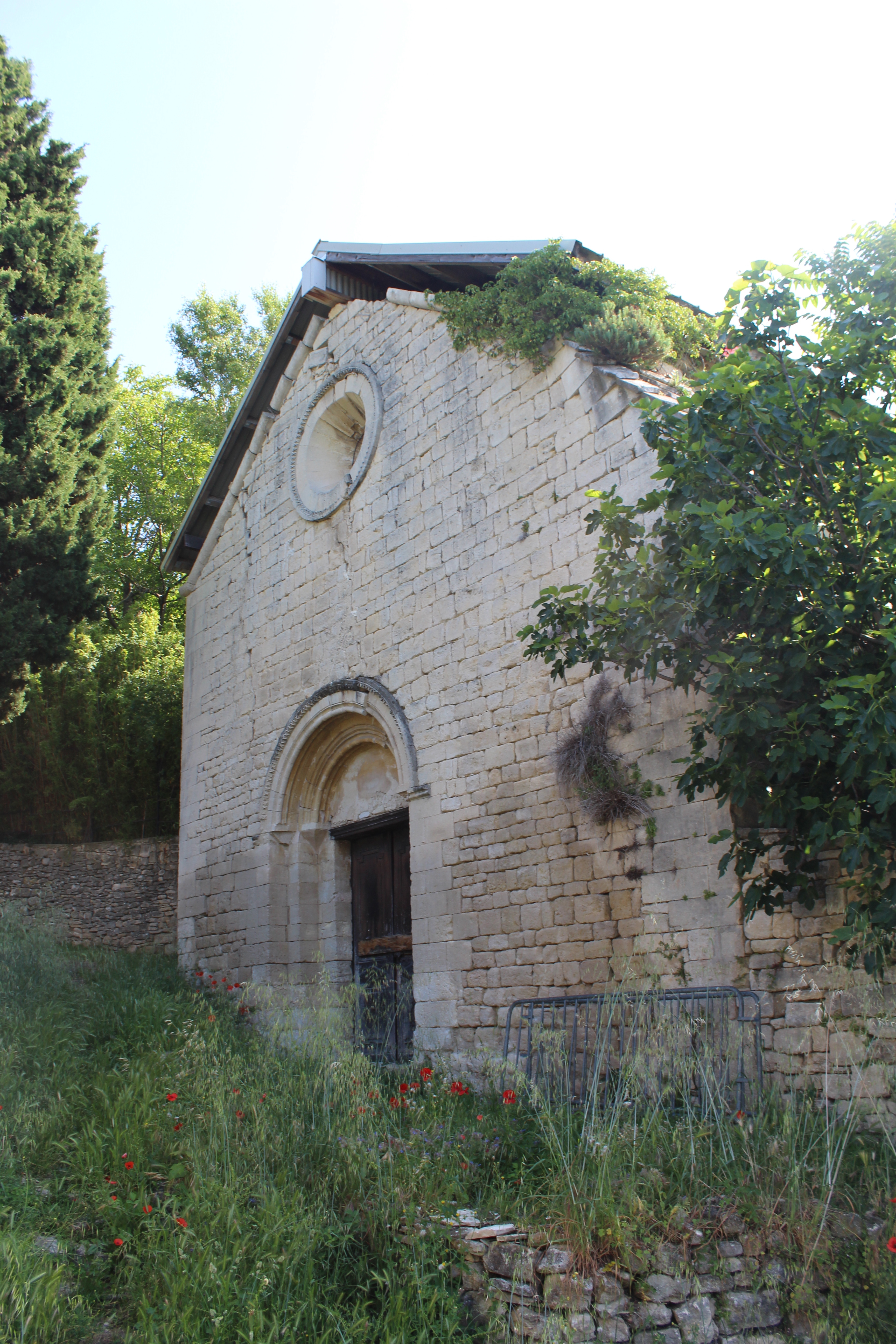
圣让教堂（法语：Église Saint-Jean de Forcalquier）
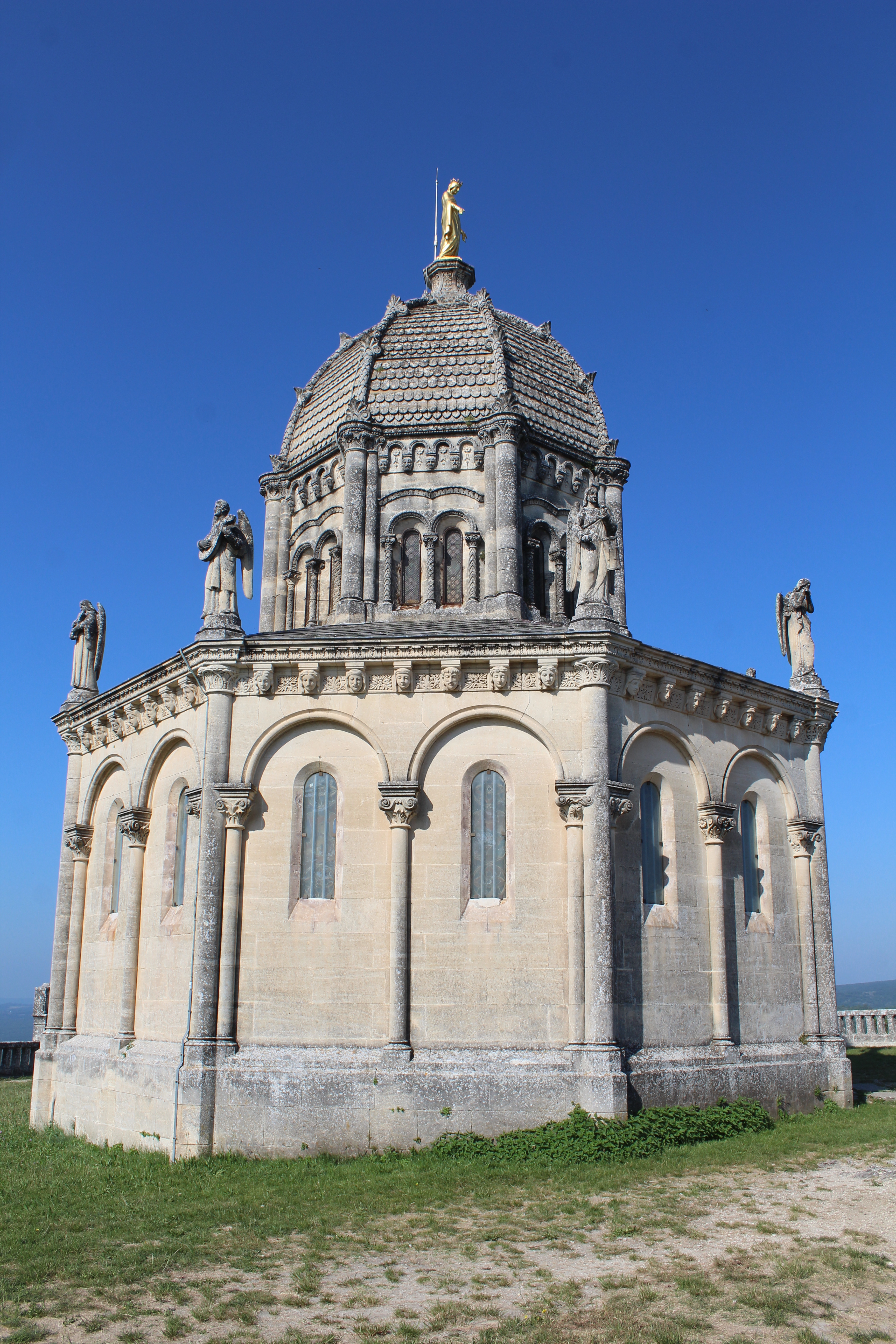
圣母小教堂
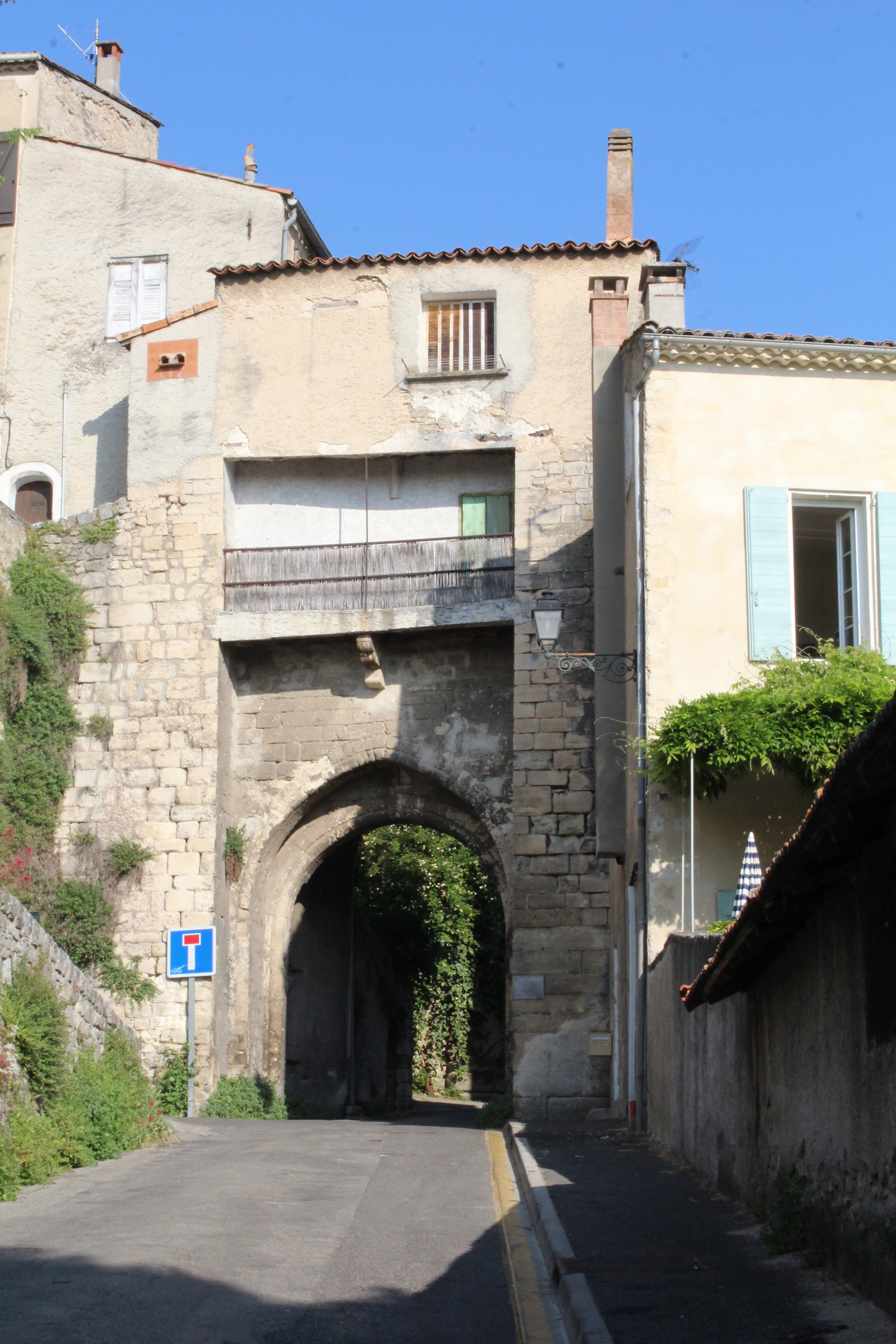
科德利埃教会城门
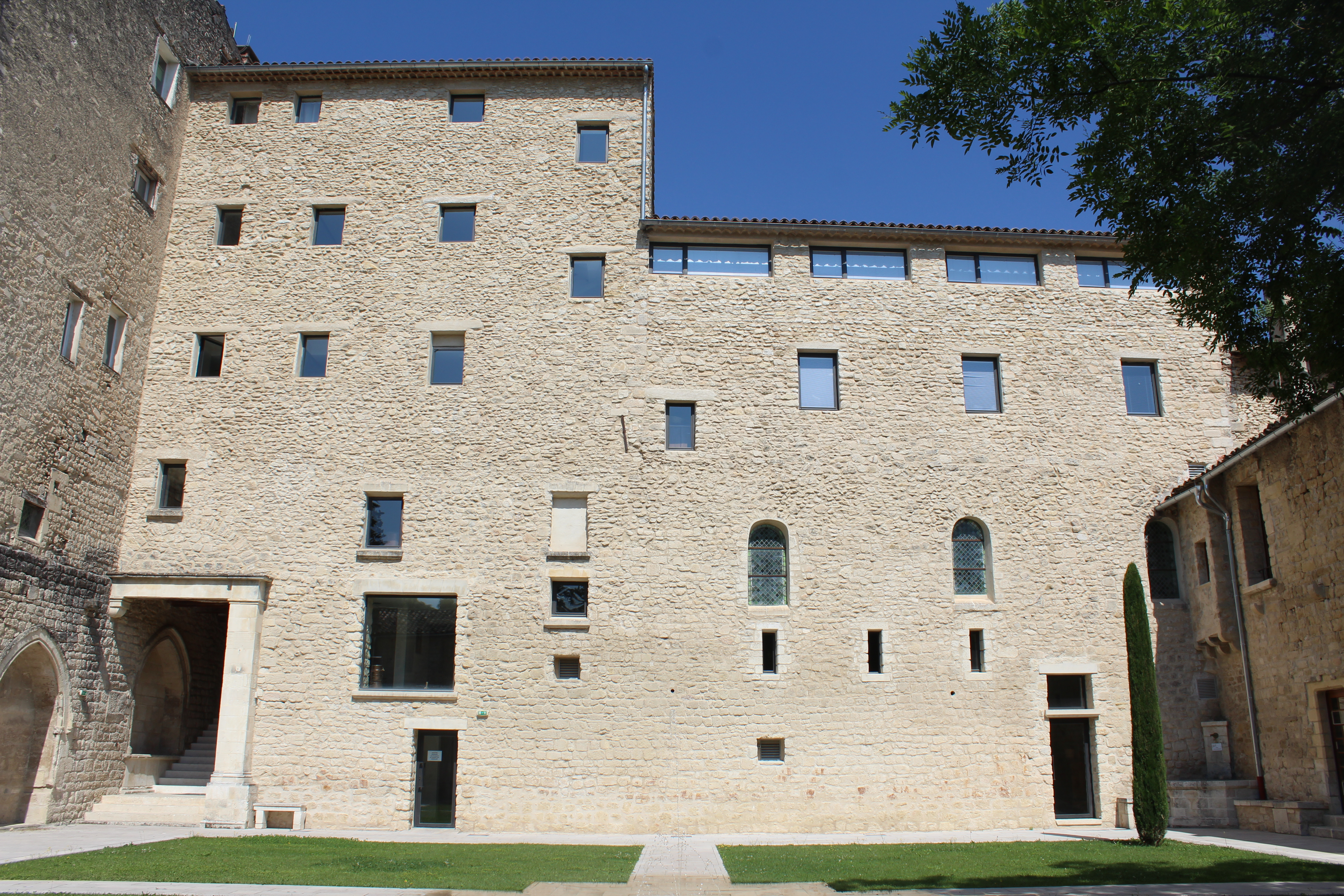
科德利埃教会宫（法语：Couvent des Cordeliers de Forcalquier）
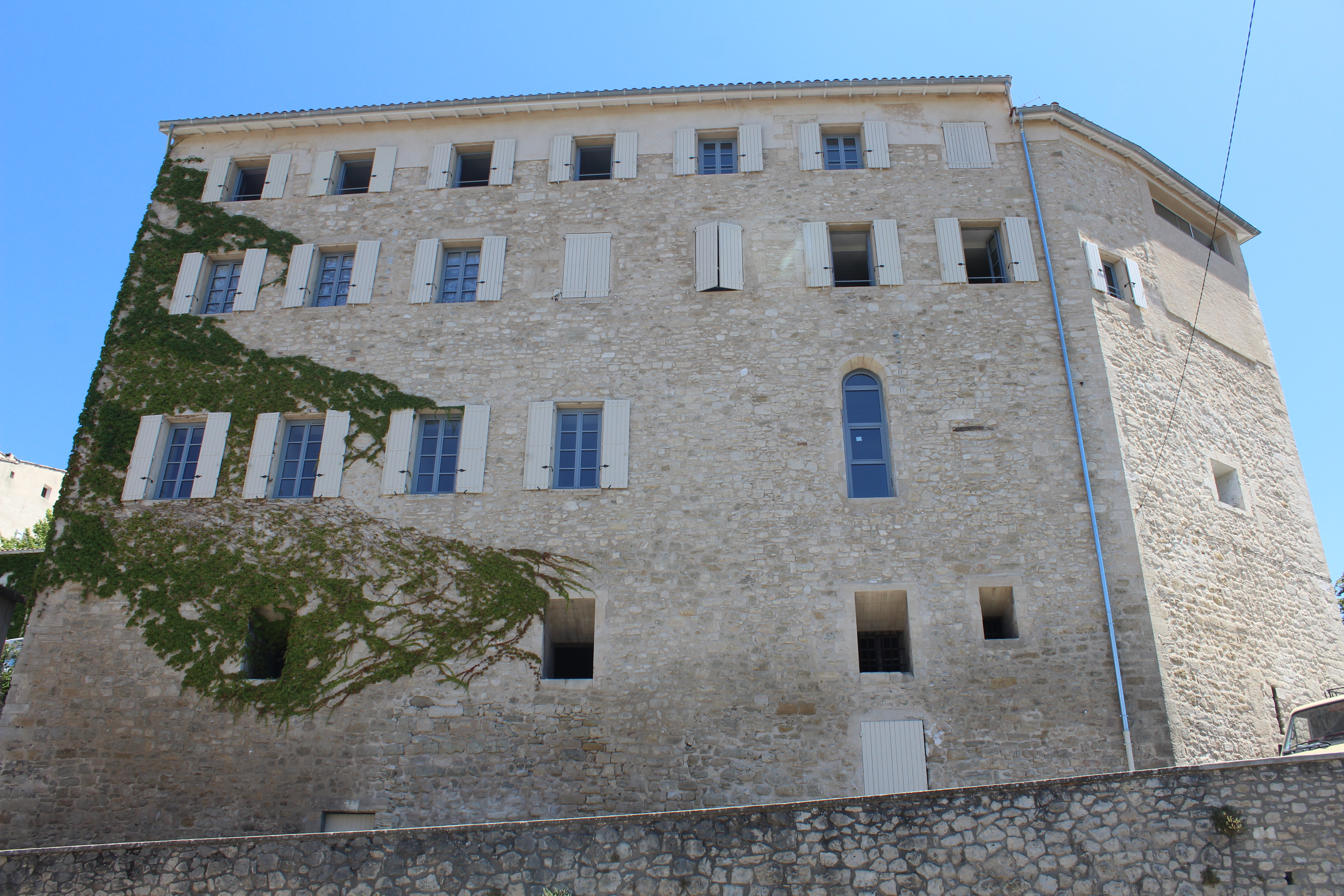
雷科莱教会宫
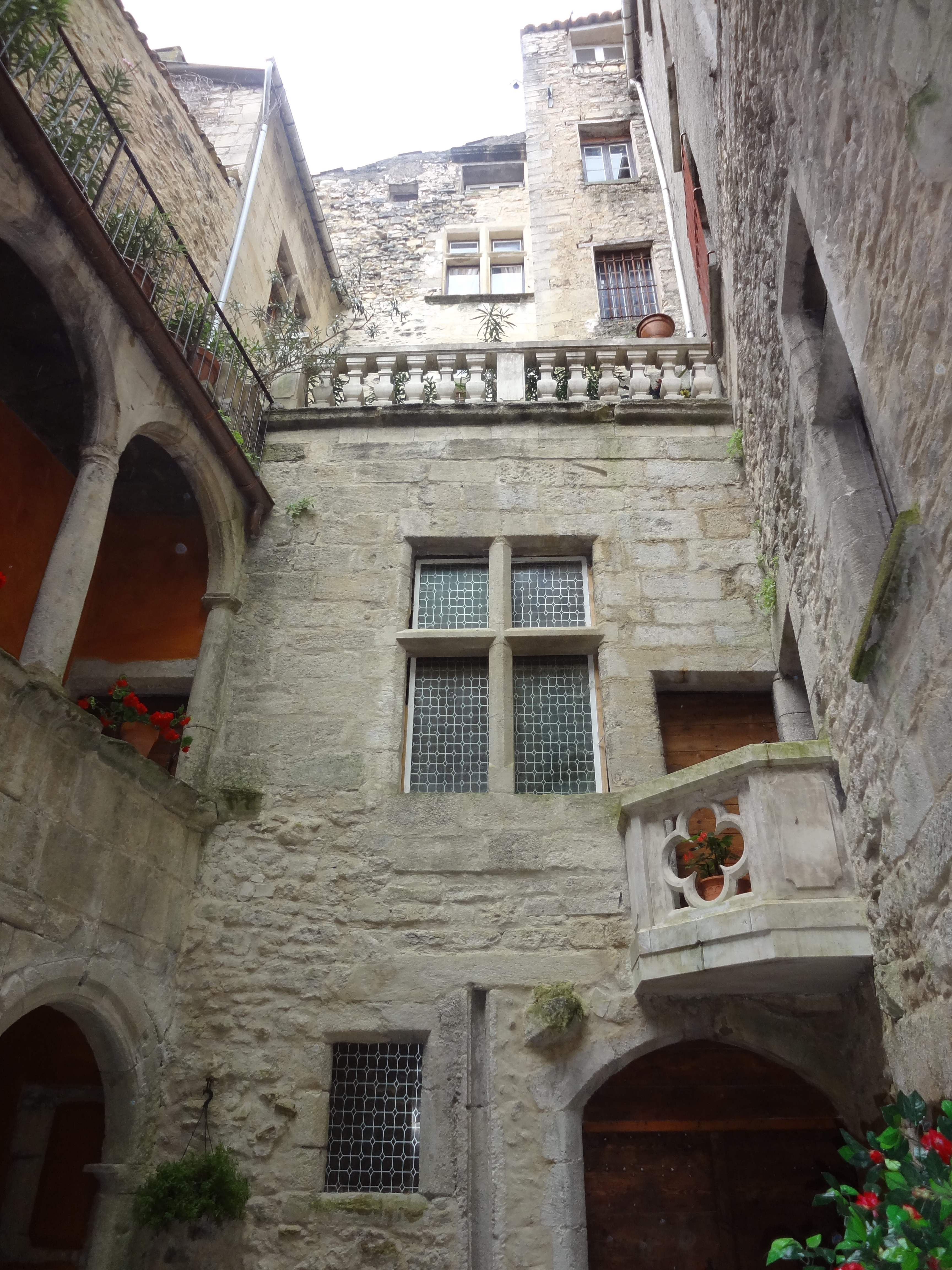
阿斯捷宫
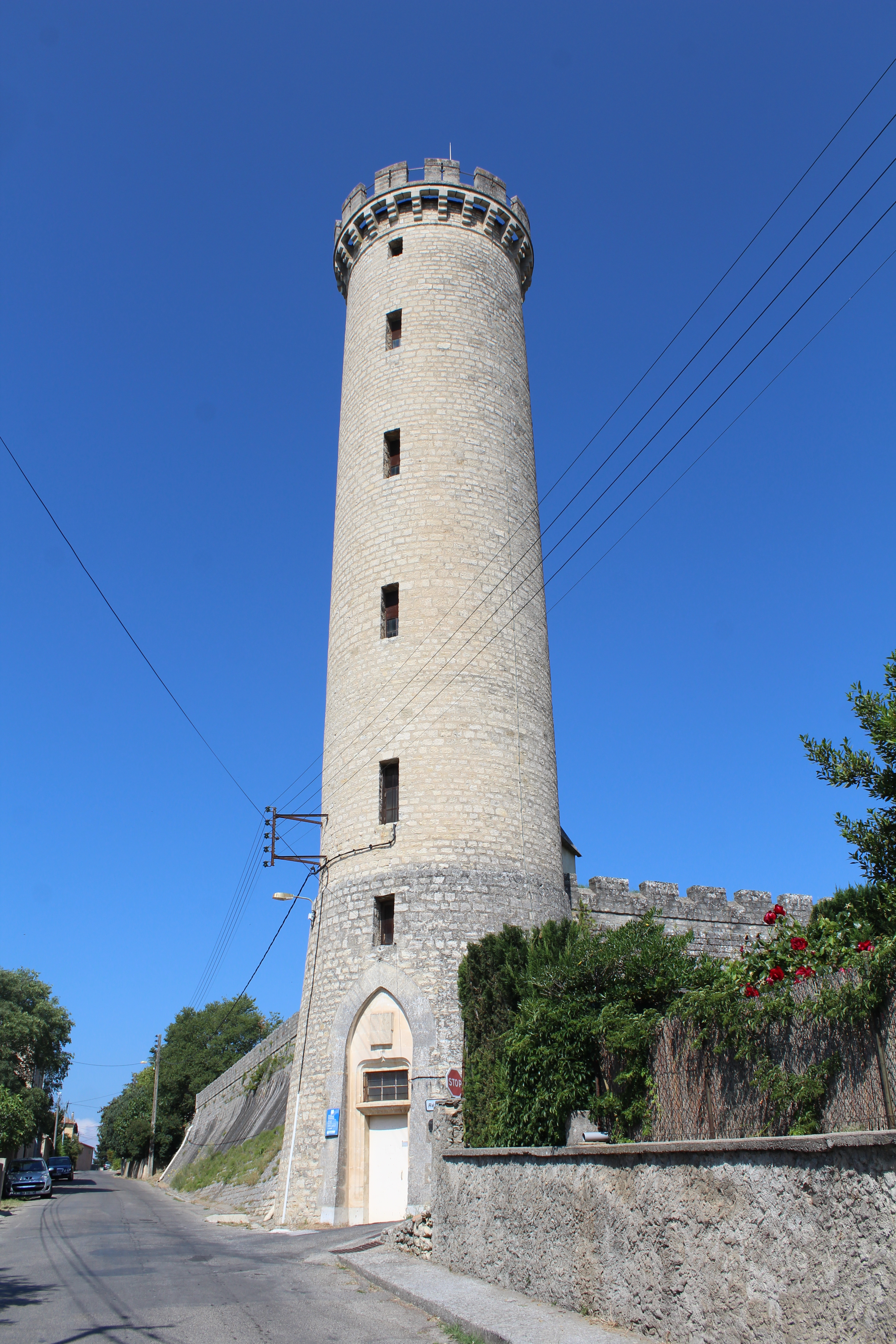
水塔
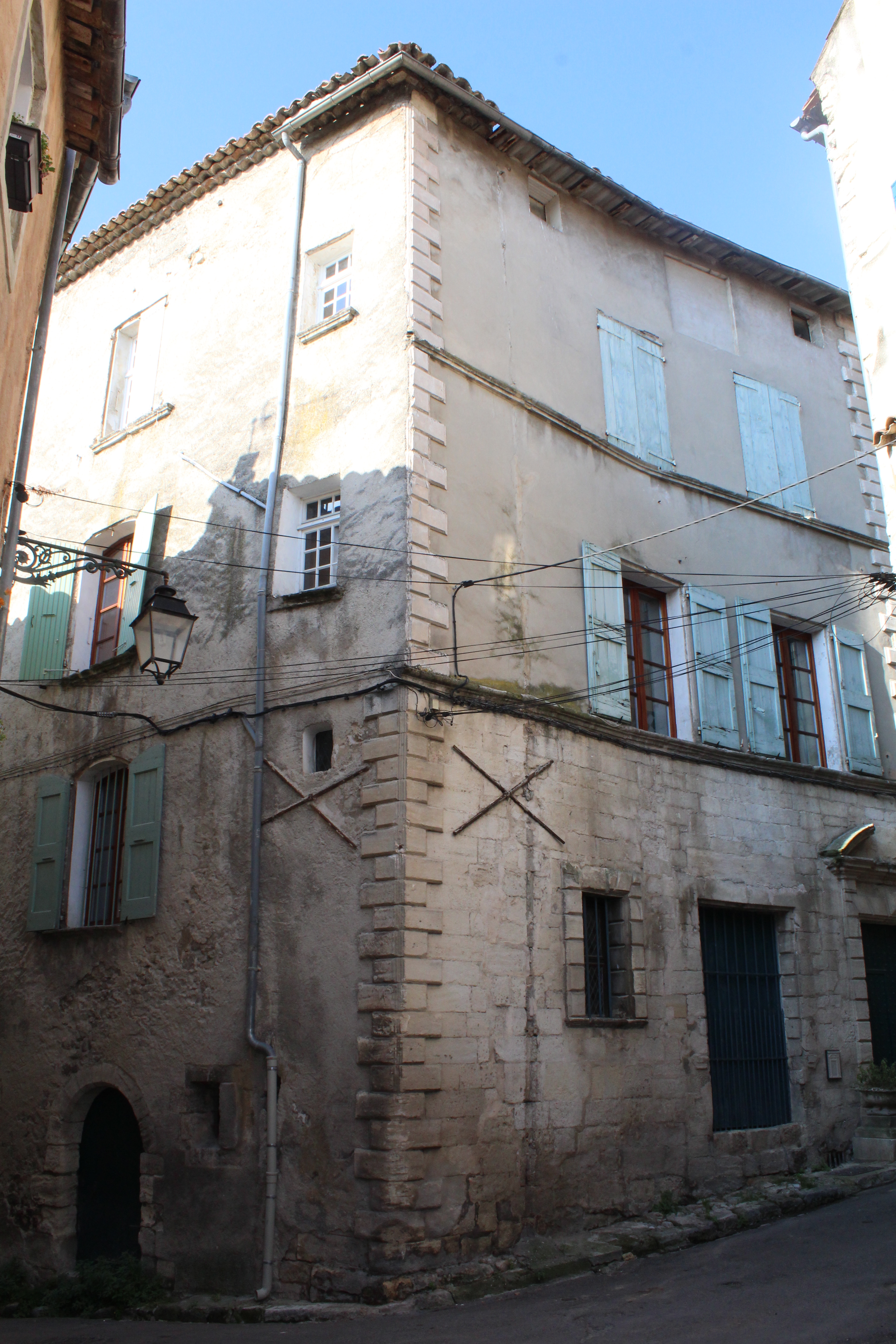
塞巴斯蒂亚尼宫
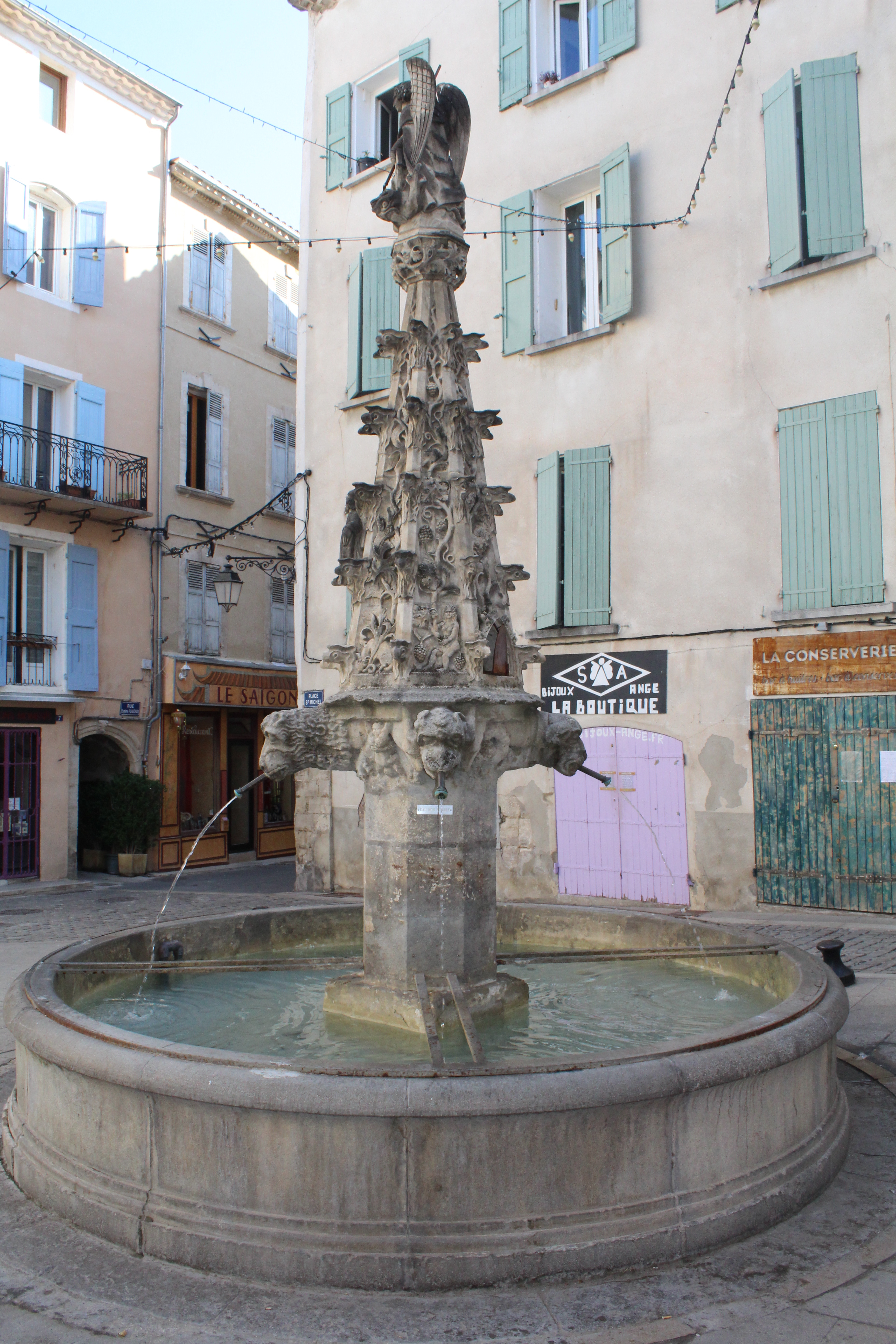
圣米歇尔喷泉（法语：Fontaine Saint-Michel de Forcalquier）

### 旅游

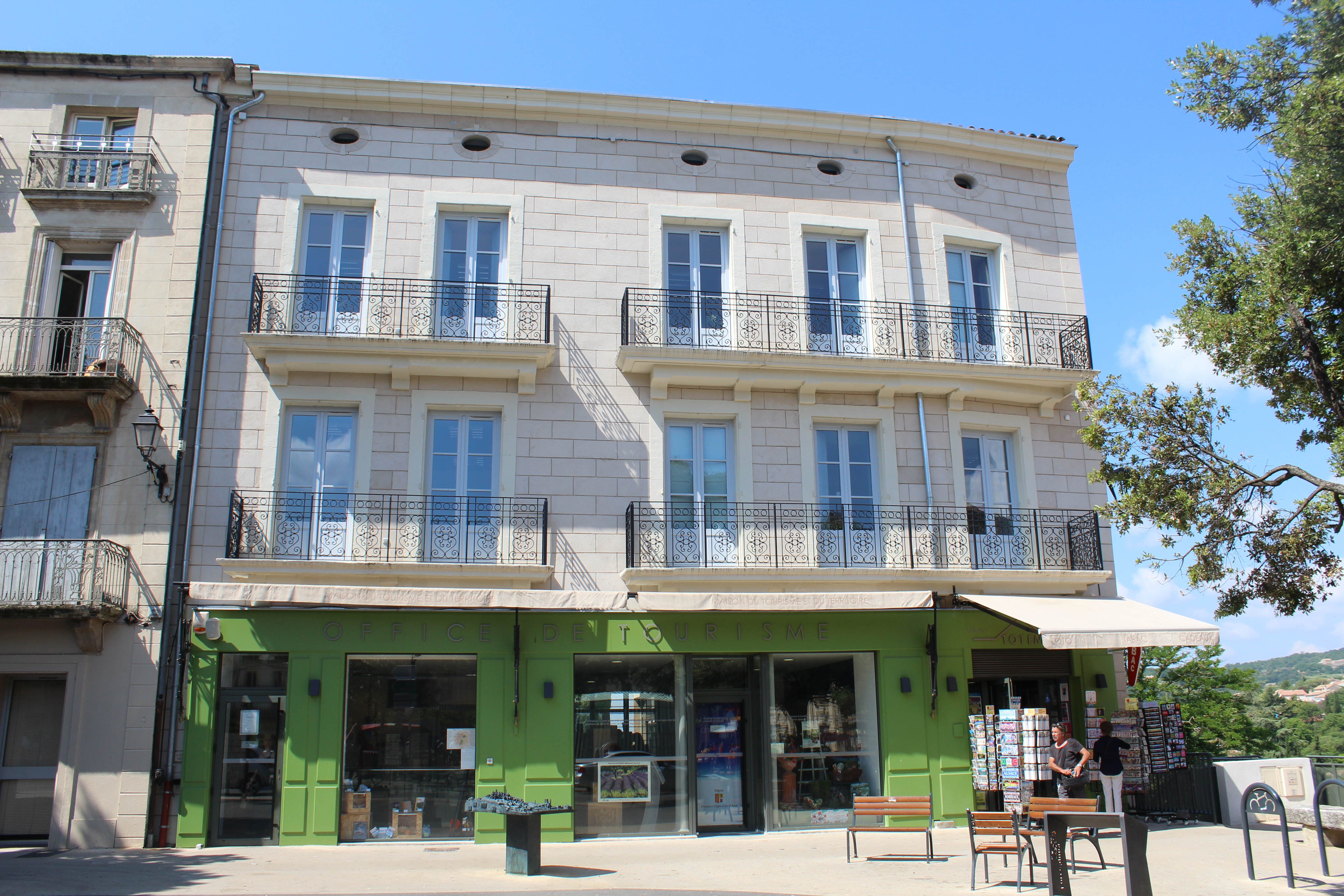
福卡尔基耶游客接待中心

福卡尔基耶的旅游事务由其所属的福卡尔基耶地区-吕尔山市镇公共社区负责。2022年，福卡尔基耶境内共有4家酒店共计78间房间；另有2个露营地，可容纳共138辆露营车。

### 媒体
法国主要的媒体均可在福卡尔基耶接收，法国电视三台下属的普罗旺斯-阿尔卑斯-蓝色海岸大区频道在部分时段播出福卡尔基耶所属区域的地方新闻。赞济讷广播、《马赛曲日报》、《普罗旺斯报》等是当地主要的地方性媒体。

## 相关人物
法国文学家奥诺拉·德波谢尔·洛吉耶和足球运动员勒内·加利斯出生于福卡尔基耶。
法国画家拉乌尔·杜菲逝世于福卡尔基耶。

## 友好城市
截至2022年11月，福卡尔基耶共与一座城市互为友好城市关系：
- 義大利 瓜斯塔拉